# Ziemia okrzemkowa

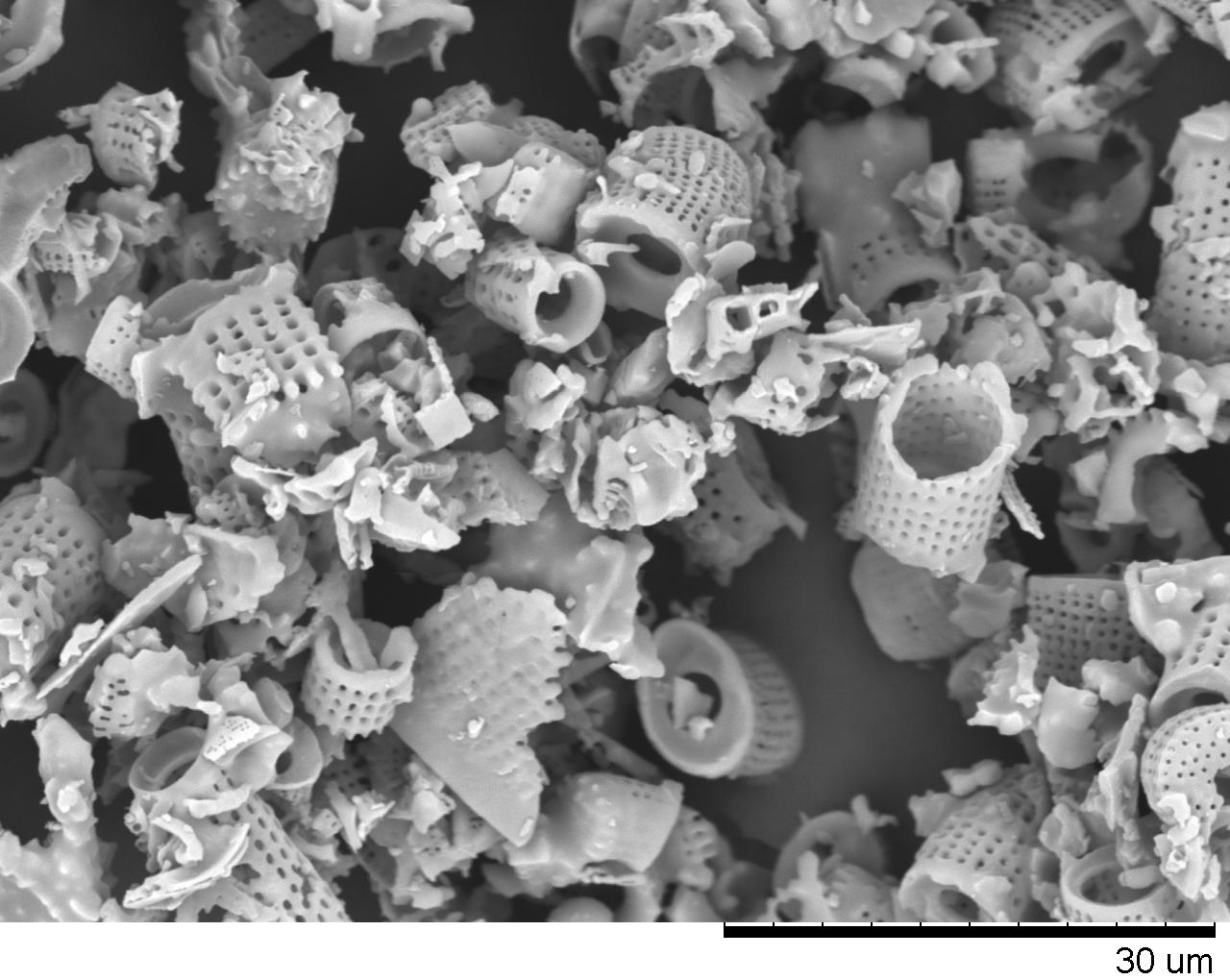
Zdjęcie SEM ziemi okrzemkowej

Ziemia okrzemkowa, diatomit, ziemia diatomowa – skały organogeniczne utworzone głównie z pancerzyków okrzemek (glonów jednokomórkowych). Mogą też zawierać szczątki innych organizmów, detrytyczny kwarc oraz kalcyt, glaukonit, substancje ilaste i związki żelaza. Ziemia okrzemkowa jest biała lub żółtawobiała, porowata, lekka, miękka, pylasta (nie jest zwięzła). Powstaje jako osad w zimnych jeziorach i morzach.
Ma szerokie zastosowanie w wielu gałęziach przemysłu jako środek filtrujący (między innymi w browarnictwie), bielący, odwadniający, materiał ogniotrwały, izolacja cieplna, akustyczna, elektryczna, jako absorbent płynnych nawozów sztucznych, środków dezynfekcyjnych i owadobójczych, przy wyrobie farb, lakierów, kamieni sztucznych, szkła wodnego, dynamitu (jako stabilizator nitrogliceryny), w przemyśle papierniczym, do czyszczenia, polerowania.
W Polsce ziemia okrzemkowa występuje nielicznie, w okolicach Poznania, Łodzi,  Augustowa i Birczy. Wydobywana jest, między innymi, w Jaworniku Ruskim.